# パンダ (メキシコのロック・バンド)
PXNDX（パンダ） (以前はPandaという綴りだった) はメキシコ合衆国の、ヌエボ・レオン州の州都モンテレイで1996年に結成されたパンク・ロック・バンドである。 2001年にアルバムArroz con leche（2000年）が地元で人気を集め、 アルバム Para ti con desprecio (2005年) と Amantes Sunt Amentes (2006年)の大ヒットによってメキシコのメジャーなロック・バンドとなった。

## バンドメンバー

### 現在のメンバー
- José Madero (Pepe) - リード・ヴォーカル、 リズム・ギター、 モーグ・シンセサイザー、 ピアノ、 キーボード (1996年から)
- Arturo Arredondo (Arthur / R2D2) - リード・ギター、 ヴォーカル (2005年から)
- Ricardo Treviño (Rix) - ベース・ギター、バック・ヴォーカル (1996年から)
- Jorge Vázquez (Kross) - ドラムス、 パーカッション (1997年から)

### 以前のメンバー
- David Castillo (Chunky) - ドラムス、 パーカッション (1996年)
- Jorge Garza (Ongi) - リード・ギター、 ヴォーカル (1996年から2004年まで)

### ツアー・メンバー
- Fernando Salinas - リズム・ギター (2005年から)
- Marcelo Treviño - ピアノ、 キーボード、 モーグ・シンセサイザー、 ヴォーカル (2005年から2012年まで)

## ディスコグラフィ

### スタジオ・アルバム
| アルバム                        | 発売年 | チャート順位                                        |
| ------------------------------- | ------ | --------------------------------------------------- |
| Arroz Con Leche                 | 2000   | 16位（メキシコ）                                    |
| La Revancha Del Príncipe Charro | 2002   | 7位（メキシコ）                                     |
| Para Ti Con Desprecio           | 2005   | 1位（メキシコ）                                     |
| Amantes Sunt Amentes            | 2006   | 1位（メキシコ） 3位（ベネズエラ） 1位（エクアドル） |
| Poetics                         | 2009   | 1位（メキシコ） 1位（エクアドル）                   |
| Bonanza                         | 2012   | 1位（メキシコ）                                     |
| Sangre Fría                     | 2013   | 2位（メキシコ）                                     |

### ライヴ・アルバム
- Sinfonía Soledad (2007年)
- Panda MTV Unplugged (2010年)

### ベスト・アルバム
- 2000 - 2004 (2008年)
- 2005 - 2008 (2008年)

### デモ音源
- Demo 1997 (1997年)